# Melon Kinenbi
Melon Kinenbi (メロン記念日, Melon Kinenbi), est un groupe d'idoles japonaises formé fin 1999 dans le cadre du Hello! Project et dissous en 2010.

## Histoire
Le groupe est créé fin 1999 dans le cadre du Hello! Project par le producteur Tsunku après une audition télévisée. Il est composé de quatre idoles japonaises : Hitomi Saito (leader), Megumi Murata, Masae Ōtani, et Ayumi Shibata. 
En plus de leur activité discographique, les membres du groupe sont les héroïnes de plusieurs mini-drama (Japon) fantaisistes diffusés durant les émissions du H!P Hello! Morning (Ballerina Sentai en 2000) et Idol o Sagase! (Cyborg Shibata en 2001, Shin Cyborg Shibata!! en 2004, et Tatakae!! Cyborg Shibata San en 2005). Elles participent aussi aux divers groupes temporaires shuffle units du H!P à partir de 2001.
Après y avoir sorti cinq albums et une quinzaine de singles, Melon Kinenbi est transféré du H!P le 31 mars 2009, avec les autres "anciennes" du Elder Club, et le groupe continue sa carrière au sein de la compagnie mère Up-Front. Durant l'année, il sort une série de cinq singles en collaboration avec différents groupes de rock japonais. Après 10 ans d'activité, Melon Kinenbi annonce sa séparation pour le 3 mai 2010, au terme d'une dernière série de concerts. Il restera le seul groupe issu du Hello! Project à n'avoir jamais changé de formation en plus de dix ans d'existence.

## Discographie

### Albums
Originaux
1. 12 mars 2003 : 1st Anniversary
2. 1er décembre 2004 : The Nimaime
3. 17 février 2010 : Melon's Not Dead

Mini-album
1. 12 décembre 2007 : Melon Juice

Compilations
- 6 décembre 2006 : Fruity Killer Tune
- 10 décembre 2008 : Mega Melon
- 21 avril 2010 : Ura Melon (faces B)

Participations
- 22 mai 2002 : Folk Songs 2
- 21 mai 2003 : FS4 Folk Songs 4

### Singles
- 19 février 2000 : Amai Anata no Aji
- 28 juin 2000 : Kokuhaku Kinenbi
- 7 mars 2001 : Denwa Matte Imasu
- 11 octobre 2001 : This is Unmei
- 14 février 2002 : Sā! Koibito ni Narō
- 19 juillet 2002 : Natsu no Yoru wa Danger!
- 23 octobre 2002 : Kōsui
- 29 janvier 2003 : Akai Freesia
- 8 mai 2003 : Chance of Love
- 10 septembre 2003 : Mi Da Ra Matenrō
- 3 décembre 2003 : Kawaii Kare
- 9 juin 2004 : Namida no Taiyō
- 27 novembre 2004 : Champagne no Koi
- 9 février 2005 : Nikutai wa Shōjiki na Eros
- 10 juin 2006 : Onegai Miwaku no Target / Crazy Happy (en indépendant)
- 28 mars 2007 : Unforgettable
- 5 septembre 2007 : Onegai Miwaku no Target ~Mango-pudding Mix~
- 19 mars 2008 : Charisma - Kirei

Singles post H!P en collaboration
- 24 juin 2009 : Melon Kinenbi x Beat Crusasers : Don't Say Goodbye
- 22 juillet 2009 : Melon Kinenbi x New roteka : Pinch wa Chance, Baka ni Narōze!
- 12 aout 2009 : Melon Kinenbi x Midori : Sweet Suicide Summer Story
- 21 novembre 2009 : Melon Kinenbi x The Collectors : Seishun On The Road
- 30 décembre 2009 : Melon Kinenbi x Coing Underground : Melon Tea

## DVD
- ?? ?? 2002 : Melon Kinenbi First Concert ~Korega Kinenbi~
- 8 mai 2003 : Melon Kinenbi Live Tour 2003 Haru ~1st Anniversary~
- ?? ?? 2003 : Melon Kinenbi Live Tour 2003 SUMMER ~Natsu Melon~
- 11 février 2004 : Melon Kinenbi ~'03 Christmas Special Chou Shibu Melon~
- ?? ?? 2004 : Melon Kinenbi Live Tour 2004 Haru ~Mou Horetyauzo!~
- ?? ?? 2004 : Melon Kinenbi Special Live 2004 ~Bonus~
- 26 novembre 2004 : Melon Kinenbi Live Tour 2004 Natsu ~Gokujou Melon~
- ?? ?? 2004 : Melon Kinenbi Concert Tour 2004 Fuyu "The☆Melon Show!"
- 2 juin 2005 : Melon Kinenbi Nippon Seinenkan Kouen "2005 Revue & Concert 'Murata san, Gokii?'"
- 17 décembre 2005 : Hello☆Pro Party~! 2005 ~Matsuura Aya Captain Kouen~
- 15 mars 2006 : Melon Kinenbi Concert Tour 2005 Fuyu "Kyou mo Melon Ashita mo Melon, Christmas wa Musk Melon de!"
- ?? ?? 2006 : Melon Kinenbi Concert 2006 "MEL-ON TARGET"
- 26 janvier 2007 : Melon Kinenbi Live House Tour 2006 ~Shakunetsu Tengoku IN YOKOHAMA BLITZ~
- 28 mars 2007 : Melon Kinenbi Concert Tour 2006 Fuyu "FRUITY KILLER TUNE"
- 25 avril 2007 : Hello☆Pro on Stage! 2007 "Rock desu yo!"
- 26 janvier 2008 : Melon Kinenbi Live House Tour 2007 ~LOCK ON!~
- ?? mars 2008 : Melon Kinenbi Concert Tour 2007 Fuyu "100% Melon Juice"
- ?? ?? 2008 : Melon Kinenbi Live House Tour 2008 "Yojigen Jack!!"

## Divers
Mini-séries TV
- 2001 : Cyborg Shibata!!
- 2004 : Shin Cyborg Shibata!!
- 2005 : Tatakae!! Cyborg Shibata San

Photobook
- 9 juin 2004 : Taiyō to Kajitsu

## Liens
- (ja) Site officiel
- (ja) Blog officiel
- (ja) Fan club officiel
- (ja) Ancienne fiche officielle sur Up-Front
- (ja) Fiche sur le site Discogs